# Неповерненець (фільм)
«Неповерненець» — радянський художній фільм 1991 року за однойменною повістю Олександра Кабакова. Фільм виявився пророчим — його прем'єра відбулася на Ленінградському телебаченні 20 серпня 1991 року. Сюжет фільму багато в чому перетинався з подіями, що відбувалися в країні.

## Сюжет
До рук телерепортера потрапляє інформація про підготовлюваний державний переворот. На свій страх і ризик він починає розслідування.

## У ролях
- Юрій Кузнецов —  Андрій Корнєєв
- Микола Єременко —  генерал Віктор Андрійович
- Надія Живодьорова — епізод
- Людмила Дмитрієва — епізод
- Олена Анісімова — епізод
- Ера Зіганшина —  Галина Михайлівна Григор'єва, редактор новин
- Леонід Кулагін —  письменник
- Юрій Оськін —  Коля, біженець, брат дружини Корнєєва
- Наталія Дмитрієва —  Олена, дружина Корнєєва
- Павло Іванов —  Ігор Васильович Коливанов, слідчий КДБ
- Ігор Єфімов —  генерал
- Віктор Аристов —  дисидент
- Станіслав Іванов —  ад'ютант

## Знімальна група
- Режисер — Сергій Снєжкін
- Сценаристи — Олександр Кабаков, Сергій Снєжкін
- Оператор — Володимир Бурикін
- Композитор — Олександр Кнайфель
- Художник — Павло Пархоменко
- Продюсер — Сергій Русаков